# John Whiteaker
John Whiteaker (4 de maio de 1820 - 2 de outubro de 1902) foi um político, militar e juiz americano. Nascido em Indiana, como militar engajou-se na Guerra Mexicano-Americana, após dedicou-se ao garimpo durante a Corrida do ouro na Califórnia. Depois de mudar-se para o Território de Oregon, ele foi juiz e membro do legislativo. Um democrata, Whiteaker foi o 1º governador do estado de Oregon, no período de 1859 até 1862 e mais tarde foi um membro da Câmara dos Representantes dos Estados Unidos pelo Oregon, de 1879 a 1881. Ele foi presidente tanto do senado, como também da câmara dos representantes do estado de Oregon.

## Início de vida
John Whiteaker nasceu no Condado de Dearborn na área rural da região sudeste de Indiana em 4 de maio de 1820. Seus pais foram John e Nancy (Smales) Whiteaker, e ele tinha quatro irmãos. Na infância ele só recebeu seis meses de escolaridade formal e como consequência, foi quase que totalmente autodidata. Antes de mudar para o oeste, ele realizava pequenos biscates, carpintaria e alistou-se para o serviço militar durante a guerra mexicana, embora sua unidade nunca tenha sido chamada para a batalha.
Em 22 de agosto de 1847 casou-se com Nancy Jane Hargrave e tiveram seis filhos. Em 1849 juntou-se a Corrida do ouro na Califórnia, ganhando o suficiente para mudar-se com sua família para Oregon. Depois de chegar em Oregon, em 1852, estabeleceu-se com a família em uma fazenda na porção sul do Vale de Willamette, no Condado de Lane. Tornou-se ativo nas atividades do partido democrático e foi eleito para o cargo de juiz na Corte de Sucessões do Condado de Lane em 1856. Whiteaker, em seguida, foi eleito para a câmara de representantes do Território de Oregon em 1857 representando o Condado de Lane.

## Governador do Oregon
O Oregon estava se preparando para tornar-se um estado em 1857, uma vez que os eleitores haviam aprovado uma constituição para o estado. Whiteaker foi indicado como candidato de uma facção democrata na eleição para ser o primeiro governador do Estado, realizada em junho de 1858. Whiteaker venceu com uma sobra de 1.138 votos, tendo sido proclamado em 8 de julho de 1858. Ele porém não assumiu o governo até que o congresso aprovasse o projeto de lei regulando o estado do Oregon em 14 de fevereiro de 1859. Tecnicamente, Oregon tinha dois governadores nesse ínterim, pois ainda estava no cargo o governador Territorial George Law Curry, que permaneceu de forma legal no cargo até que o governo do estado recém-criado fosse legalmente autorizado a assumir o controle.
Uma vez no cargo, o novo governador começou a resolver as grandes quantidades de terra reclamadas e as contagens impugnadas de terras públicas. Ele também promoveu medidas econômicas, favorecendo indústrias locais, bem como produtos dos quais poderiam tornar-se auto-suficiente. Embora apelidado de "John honesto", isso não desviou seus planos controversos sobre questões de importância nacional. Whiteaker manifestou simpatias pró-escravidão o que não não foi bem visto pela população majoritariamente abolicionista. Os opositores frequentemente usaram isso para atacá-lo como um traidor quando os Estados Unidos entraram em Guerra Civil.
Até 1864 os estados eram responsáveis por escolher sua própria data para celebrar ação de graças. Em 1859, o governador Whiteaker proclamou a quarta quinta-feira do mês de dezembro como o feriado de ação de graças para Oregon.
Durante seu último ano como governador em 1861, o senador republicano Edward Baker foi morto na batalha Ball's Bluff e Whiteaker nomeou o respeitado membro do partido democrata Benjamin Stark para cumprir o restante do mandato de Baker.
Whiteaker não foi indicado novamente pelos democratas nas eleições de 1862 e deixou o cargo. Ele permaneceu na política local, vencendo para três mandatos como representante do Estado (1866–1870) e eleito para o Senado Estadual em 1876. Durante a sessão legislativa de 1868 ele serviu como Presidente da câmara dos representantes de Oregon. Ele também foi presidente do Senado de Oregon durante as sessões legislativas de 1876 e 1878.

## Eleição para o Congresso e o "passeio de Whiteaker"
Whiteaker foi eleito para a Câmara dos Representantes dos Estados Unidos em 1878, representando o Oregon. Os democratas estavam enfraquecidos na câmara, então precisavam de um voto para prevalecer seu candidato como Presidente da câmara. Para a votação era necessária sua presença em 18 de março de 1879. Whiteaker, já a caminho de Washington, recebeu a notícia com urgência em um navio entre Portland e San Francisco. Já em terra em San Francisco em 12 de março, foi reconhecido por um agente da estrada de ferro e apressaram-se em providenciar um trem expresso especial de Central Pacific Railroad em Oakland. O trem transcontinental regular saíra há 25 horas de Oakland, mas o trem do Whiteaker conseguiu alcançá-lo. Ele chegou em Washington, na manhã de 18 de março, em tempo suficiente para apresentar-se ao Congresso e votar.
A viagem custou $1500 na época, um gasto muito criticado pela oposição política dos democratas e os meios de comunicação. Muitos se referiram a ela como "passeio" de Whiteaker.
Em 1880, Whiteaker concorreu à reeleição para o Congresso, mas foi derrotado pelo republicano George de Clark Melvin por 1.379 votos. Após sua derrota, ele se retirou para sua fazenda perto de Eugene.

## Últimos anos e morte
John Whiteaker foi chamado de volta para política mais uma vez, em 1885, quando o Presidente Grover Cleveland nomeou-o como coletor de receitas de Oregon na alfândega dos Estados Unidos em Portland. Ele voltou para Eugene após 1890, comprou de 10 quarteirões na cidade central. A área de Whiteaker é comumente conhecida como o bairro de Whiteaker. Ele ficou em Eugene, até sua morte em 2 de outubro de 1902, ele está enterrado no cemitério maçônico. Whiteaker Elementary School, em Eugene foi assim nomeada em sua homenagem.

## Ler também
- Klooster, Karl. Round the Roses II: More Past Portland Perspectives, pg. 98, 1992 ISBN 0-9619847-1-6

## Fonte da tradução
- Este artigo foi inicialmente traduzido, total ou parcialmente, do artigo da Wikipédia em inglês cujo título é «John Whiteaker».